# 马尔特兰
马尔特兰（法語：Martrin，法語發音：[maʁtʁɛ̃]）是法国阿韦龙省的一个市镇，属于米约区。

## 地理
马尔特兰（43°56'19"N, 2°37'9"E）面积23.31 平方千米，位于法国奧克西塔尼大區阿韦龙省，该省份为法国南部内陆省份，位于法國中央高原南部，北起顺时针与康塔爾省、洛泽尔省、加尔省、埃罗省、塔恩省、塔恩-加龙省和洛特省接壤。
与马尔特兰接壤的市镇（或旧市镇、城区）包括：库皮亚克、蒙克拉尔、圣瑞埃里、朗斯河畔圣塞尔南、拉塞尔。

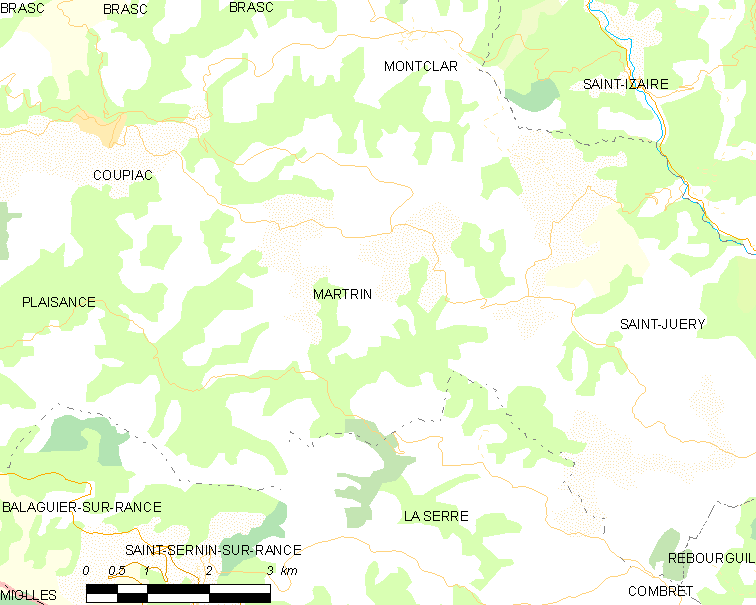
马尔特兰的OSM定位图

马尔特兰的时区为UTC+01:00、UTC+02:00（夏令时）。

## 行政
马尔特兰的邮政编码为12550，INSEE市镇编码为12141。

## 政治
马尔特兰所属的省级选区为科斯-鲁日耶县。

## 人口

1962-2008年间马尔特兰人口变化图示

马尔特兰于2022年1月1日时的人口数量为234人。